# Геологическое строение Забайкалья
Территория Забайкалья и прилегающих районов Монголии, составляющая более 800 тыс. км², уникальна по масштабам распространения и разнообразию гранитоидов, которые занимают более 70 % площади, а формирование кислых магм происходило с архея по ранний мел. Они приурочены к Монголо-Охотскому (Монголо-Забайкальскому) подвижному поясу, имеющему сложную и длительную историю. Этот пояс образовался в результате развития Палеоазиатского океана. По мнению и других исследователей эта структура образовалась в результате субдукции андийского типа на окраине Восточно-Сибирского кратона, причленения островной дуги, коллизии и рифтогенеза в триасе и в кайнозое. На большинстве этих этапов образовывались гранитоиды, что определило большое их разнообразие.
В длительной геологической истории Забайкалья выделяется шесть крупных этапов магматизма:
1. Венд — ранний кембрий — заложение каледонской эвгеосинклинали, основной вулканизм, ультраосновные интрузии.
2. Кембрий — Силур — формирование внешних карбонатных прогибов в смежных с эвгеосинклиналью районах, массовое образование гранитов.
3. Девон — орогеная активизация, локальное развитие кислого и смешанного вулканизма. Интрузии щёлочноземельных сиенитов, гранитов и аляскитовых гранитов.
4. Карбон — Пермь — тектономагматическая активизация, интрузивные серии габбро-монцонит-сиенитового, щелочно-сиенитового и щелочно-гранитового состава.
5. Триас — мел серия тектономагматических активизаций с заложением вулканотектонических структур, наложенных впадин с интрузиями нормального и щёлочноземельного гранодиорит — гранит-лейкогранитового ряда и излияниями базальтоидов.
6. Четвертичный период — рифтообразование и излияние щелочных базальтоидов.

Геологическая история Забайкалья в палеозое и мезозое теснейшим образом связана с эволюцией и закрытием океанического пространства, разделявшего некогда Сибирский и Монголо-Китайский (Северо-Китайский) палеоконтиненты. История палеоокеанов расшифровывается в первую очередь по офиолитовым комплексам, несущим непосредственную информацию об океанических стадиях развития современных структур. Однако офиолиты Монголо-Охотского пояса претерпели интенсивную тектоническую и метаморфическую переработку, что сильно затрудняет их интерпретацию. В то же время Монголо-Охотский пояс характеризуется широчайшим развитием разновозрастного гранитоидного магматизма, который для многих его сегментов оказывается единственным индикатором палеогеодинамических обстановок различных его звеньев, расположенных по обе стороны современного Монголо-Охотского шва — активных и пассивных окраин континентов, островных дуг и коллизионных зон.
История магматизма Монголо-Охотского пояса.
От кембрия до триаса в работе выделяется несколько этапов гранитоидного магматизма, которые привязаны к основным стадиям развития Монголо-Охотского подвижного пояса.
1. Стадия активной континентальной окраины и предшествующая ей островодужная стадия (кембрий): тоналит-гранодиорит-гранитная серии
2. Стадия континентальной коллизии (ордовик -силур): кварцевая монцонит-гранитная серии(Ангаро-Витимский батолит (Баргузинский) и плутоны меньшего размера).
3. Стадия посторогенного растяжения (предположительно девон или карбон): кварц сиенит гранитная серия.
4. Стадия внутриконтинентального рифтогенеза (пермь — начало триаса), разные этапы которого фиксируются формированием бимодальных и комагматичных им вулканических серий: Монцонит сиенит гранитной (начальный этап), сиенит гранитной (средний этап) и щелочной сиенит гранитной (завершающий этап).